# Aspergillus aureolus
Aspergillus aureolus är en svampart som beskrevs av Fennell & Raper 1955. Aspergillus aureolus ingår i släktet Aspergillus och familjen Trichocomaceae.   Inga underarter finns listade i Catalogue of Life.